# Escape from Alcatraz
Escape from Alcatraz is een Amerikaanse thriller uit 1979 onder regie van Don Siegel. Het scenario is gebaseerd op het gelijknamige boek uit 1963 van de Amerikaanse auteur J. Campbell Bruce. De hoofdrol is voor Clint Eastwood, die de gevreesde crimineel Frank Morris speelt.

## Verhaal
Op 20 januari 1960 landde Frank Morris onder zware bewaking op Amerika's meest gevreesde en beruchte gevangenis op het eiland Alcatraz – een geïsoleerde vesting waarheen uitsluitend de gevaarlijkste misdadigers overgebracht werden en vanwaar geen terugkeer mogelijk was. Gedreven door een sterke vrijheidsdrang en getergd door de gewetenloze en willekeurige straffen van de gevangenisleiding begint hij samen met een paar medegevangenen een plan voor te bereiden wat nog niemand gelukt is: ontsnappen van Alcatraz.

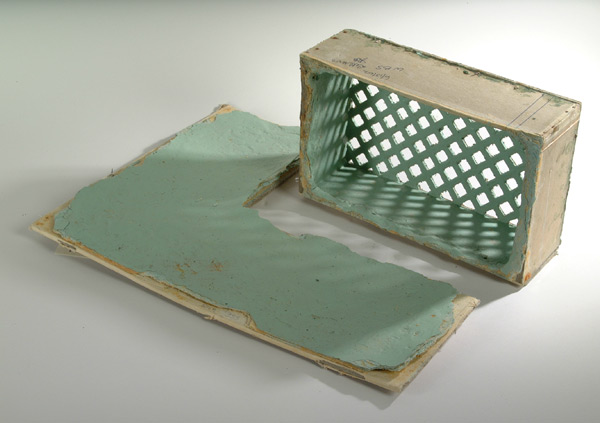
Een van de gemaakte ventilatieroosters van papier.

Het plan vergt veel tijd en zit gecompliceerd in elkaar. Omdat de cellenblokken oud beginnen te worden en het beton wordt aangetast door het vocht, brokkelt dit gemakkelijk af. Op die manier kunnen de gevangenen zich een weg banen naar een ventilatierooster dat in de betonnen muur zit. Als ze dit weg hebben gehaald, is de weg naar hun vrijheid niet lang meer. Al bij een gesprek met de gevangenisdirecteur weet Morris een nagelknippertje te stelen waarmee hij zijn eerste werkzaamheden begint. Niet lang daarna sluiten drie andere gevangenen zich bij hem aan. Hoogtepunt van de ontsnapping is het maken van levensechte maskers van hun gezichten, die ze tijdens hun "afwezigheid" in bed leggen. Deze maskers worden gemaakt van tijdschriften die worden aangeleverd door English, die een baantje heeft bij de bibliotheek in de gevangenis. Van dit papier maken ze ook hun ventilatieroosters na. De bewakers hebben niets door maar vermoeden wel het een en ander. Regelmatig worden er controles gehouden en soms lijkt het erop alsof de vier worden betrapt. Na nog enkele andere hinderpalen te hebben verwijderd op hun ontsnappingsroute - waaronder het verwijderen van een stang bij een ander rooster - staat niets hun meer in de weg om te ontsnappen.

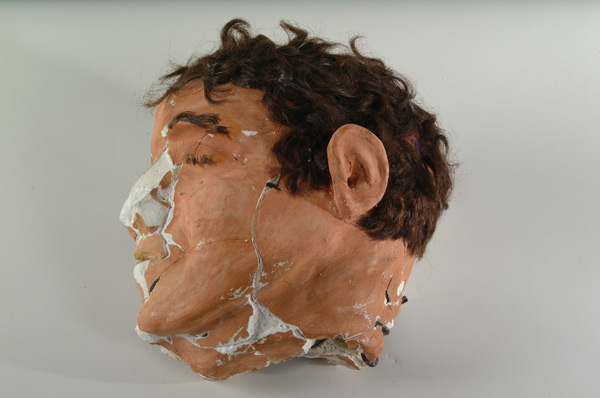
Een van de nephoofden

Op 11 juni 1962 is het zover. Charles Butts is de enige van de vier die minder zeker is van zijn zaak. Zijn ventilatierooster liet steeds los, maar Morris gaf hem de tip om het met lijm vast te zetten. Daar komt bij dat Charles de enige is die het tot op het laatste moment niet ziet zitten en twijfelt of hij mee zal gaan. Morris en de gebroeders Anglin banen zich ondertussen al een weg door de gevangenis. Alles loopt voorspoedig, en even lijkt het erop dat ze worden betrapt als ze op het dak bezig zijn. Inmiddels hakt Butts de knoop door, maar blijkt zijn kartonnen ventilatierooster vast te zitten. Uiteindelijk besluit hij het kapot te trappen om op die manier te ontsnappen. Hij komt echter bij een van de hinderpalen terecht: het rooster waar een stang van ontbreekt. Dit rooster zit zo hoog, dat het voor een individu onmogelijk is om er door te komen. Hij had de hulp van de anderen nodig gehad. Wanhopig springt Butts om het rooster te pakken, maar het mag niet baten. Hij blijft van de vier als enige achter.
Morris en de Anglins zijn inmiddels bij het water aangekomen en blazen een van regenjassen gemaakt vlot op. Uiteindelijk verlaten ze Alcatraz via het water. De bewakers die de drie gevangenen de volgende ochtend proberen te wekken zijn met stomheid geslagen: in hun bedden ligt alleen een masker. Iedereen is met stomheid geslagen; het is Frank Morris wéér gelukt. Een grootscheepse zoekactie wordt op touw gezet, maar de drie zijn sindsdien nooit meer gezien.

## Rolverdeling
| Acteur             | Personage           |
| ------------------ | ------------------- |
| Clint Eastwood     | Frank Morris        |
| Patrick McGoohan   | Gevangenisdirecteur |
| Roberts Blossom    | Doc                 |
| Jack Thibeau       | Clarence Anglin     |
| Fred Ward          | John Anglin         |
| Paul Benjamin      | English             |
| Larry Hankin       | Charley Butts       |
| Bruce M. Fischer   | Wolf                |
| Frank Ronzio       | Litmus              |
| Fred Stuthman      | Johnson             |
| David Cryer        | Wagner              |
| Madison Arnold     | Zimmerman           |
| Blair Burrows      | Bewaker             |
| Bob Balhatchet     | Medisch assistent   |
| Matthew Locricchio | Bewaker             |

## Achtergrond

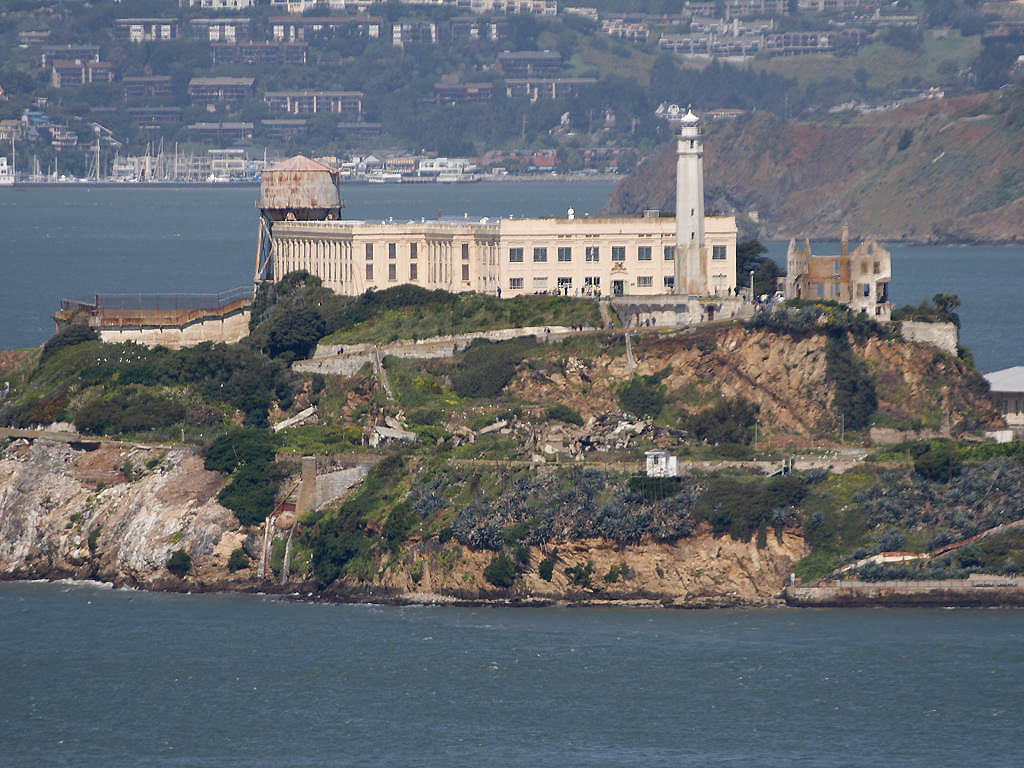
Alcatraz

Alcatraz werd kort na de gebeurtenissen waarop de film is gebaseerd gesloten. Het is niet bekend of de drie ontsnapte gevangenen het hebben overleefd – hun lichamen zijn nooit gevonden.
Ruim 24 kilometer aan bedrading was nodig om het eiland te voorzien van elektriciteit van het vasteland en er was veel voor nodig om de gevangenis er net zo uit te laten zien als in 1963. Veel van deze dingen bleven ook na de film nog intact.
De gevaarlijke ontsnapping bij de muur van de gevangenis en in het water werd zonder stuntmannen door Eastwood, Ward en Thibeau gedaan, die hun rol voornamelijk toegewezen kregen vanwege hun fysieke vaardigheden.
Charley Butts heette eigenlijk Allen West. De reden voor deze naamswijziging is onbekend.